# Rahling
Rahling – miejscowość i gmina we Francji, w regionie Grand Est, w departamencie Mozela.
Według danych na rok 1990 gminę zamieszkiwało 781 osób, a gęstość zaludnienia wynosiła 37 osób/km² (wśród 2335 gmin Lotaryngii Rahling plasuje się na 451. miejscu pod względem liczby ludności, natomiast pod względem powierzchni na miejscu 152.).